# Кристаллооптика
Кристаллооптика — раздел оптики, который описывает поведение света в анизотропных средах, то есть, средах (например, кристаллы), в которых свет ведёт себя по-разному в зависимости от того, в каком направлении распространяется. Показатель преломления зависит как от состава, так и от кристаллической структуры и может быть рассчитан с использованием соотношения Гладстона — Дейла. Кристаллы часто по своей природе анизотропны, а в некоторых средах (например, жидких кристаллах) можно вызвать анизотропию, приложив внешнее электрическое поле.

## Изотропные среды
Типичные прозрачные среды, такие как стекло, изотропны, что означает, что свет ведет себя одинаково независимо от того, в каком направлении он распространяется в среде. В терминах уравнений Максвелла в диэлектрике это даёт связь между полем электрического смещения D и электрическим полем E:
{\displaystyle \mathbf {D} =\varepsilon _{0}\mathbf {E} +\mathbf {P} }
где ε 0 — диэлектрическая проницаемость свободного пространства, а P — электрическая поляризация (векторное поле, соответствующее электрическому дипольному моменту, присутствующему в среде). Физически поле поляризации можно рассматривать как реакцию среды на электрическое поле световой волны.

### Электрическая восприимчивость
В изотропной и линейной среде, поле поляризации P пропорционально и сонаправлено электрическому полю E:
{\displaystyle \mathbf {P} =\chi \varepsilon _{0}\mathbf {E} }
где χ — электрическая восприимчивость среды. Соотношение между D и E записывается в виде:
{\displaystyle \mathbf {D} =\varepsilon _{0}\mathbf {E} +\chi \varepsilon _{0}\mathbf {E} =\varepsilon _{0}(1+\chi )\mathbf {E} =\varepsilon \mathbf {E} }
где
{\displaystyle \varepsilon =\varepsilon _{0}(1+\chi )}
— диэлектрическая проницаемость среды. Значение 1 + χ называется относительной диэлектрической проницаемостью среды и связано с показателем преломления n для немагнитных сред соотношением
{\displaystyle n={\sqrt {1+\chi }}}

## Анизотропные среды
В анизотропной среде, такой как кристалл, поле поляризации P не обязательно сонаправлено с электрическим полем световой волны E. В физической картине это можно представить как диполи, индуцированные в среде электрическим полем, имеющим определённые предпочтительные направления, связанные с физической структурой кристалла. Это можно записать в виде:
{\displaystyle \mathbf {P} =\varepsilon _{0}{\boldsymbol {\chi }}\mathbf {E} .}
Здесь χ — не число, как раньше, а тензор 2-го ранга, тензор электрической восприимчивости. Что касается компонентов в 3-х измерениях:
{\displaystyle {\begin{pmatrix}P_{x}\\P_{y}\\P_{z}\end{pmatrix}}=\varepsilon _{0}{\begin{pmatrix}\chi _{xx}&\chi _{xy}&\chi _{xz}\\\chi _{yx}&\chi _{yy}&\chi _{yz}\\\chi _{zx}&\chi _{zy}&\chi _{zz}\end{pmatrix}}{\begin{pmatrix}E_{x}\\E_{y}\\E_{z}\end{pmatrix}}}
или используя соглашение о суммировании:
{\displaystyle P_{i}=\varepsilon _{0}\sum _{j\in \{x,y,z\}}\chi _{ij}E_{j}\quad .}
Поскольку χ — тензор, P не обязательно коллинеарен E.
В немагнитных и прозрачных материалах χij = χji, то есть тензор χ действительный и симметричный. В соответствии со спектральной теоремой, таким образом, можно диагонализовать тензор, выбрав соответствующий набор координатных осей, обнуляя все компоненты тензора, кроме диагональных χxx, χyy и χzz . Это даёт набор соотношений:
{\displaystyle P_{x}=\varepsilon _{0}\chi _{xx}E_{x}}
{\displaystyle P_{y}=\varepsilon _{0}\chi _{yy}E_{y}}
{\displaystyle P_{z}=\varepsilon _{0}\chi _{zz}E_{z}}
Направления x, y и z в этом случае известны как главные оптические оси среды. Обратите внимание, что эти оси будут ортогональными, если все элементы тензора χ действительны, что соответствует случаю, когда показатель преломления действителен во всех направлениях.
Отсюда следует, что D и E также связаны тензором:
{\displaystyle \mathbf {D} =\varepsilon _{0}\mathbf {E} +\mathbf {P} =\varepsilon _{0}\mathbf {E} +\varepsilon _{0}{\boldsymbol {\chi }}\mathbf {E} =\varepsilon _{0}(I+{\boldsymbol {\chi }})\mathbf {E} =\varepsilon _{0}{\boldsymbol {\varepsilon }}\mathbf {E} .}
Здесь ε известен как тензор относительной диэлектрической проницаемости или тензор диэлектрической проницаемости. Следовательно, показатель преломления среды тоже должен зависеть от направления распространения света. Рассмотрим световую волну, распространяющуюся вдоль главной оси z, поляризованную таким образом, чтобы электрическое поле волны было параллельно оси x. Волна испытывает восприимчивость χxx и диэлектрическую проницаемость εxx. Таким образом, показатель преломления:
{\displaystyle n_{xx}=(1+\chi _{xx})^{1/2}=(\varepsilon _{xx})^{1/2}.}
Для волны, поляризованной в направлении y:
{\displaystyle n_{yy}=(1+\chi _{yy})^{1/2}=(\varepsilon _{yy})^{1/2}.}
Таким образом, эти волны будут иметь два разных показателя преломления и распространяться с разной скоростью. Это явление известно как двойное лучепреломление и встречается в некоторых обычных кристаллах, таких как кальцит и кварц.
Если χxx = χyy ≠ χzz, кристалл называется одноосным. (См. Оптическая ось кристалла.) Если ххх ≠ хуу и хyy ≠ хzz — кристалл называется двухосным. Одноосный кристалл имеет два показателя преломления: «обычный» показатель (no) для света, поляризованного в направлениях x или y, и «необычный» показатель (ne) для поляризации в направлении z. Одноосный кристалл является «положительным», если ne > no, и «отрицательным», если ne < no . Свет, поляризованный под некоторым углом к осям, будет иметь разную фазовую скорость для разных компонентов поляризации и не может быть описан одним показателем преломления. Это часто изображают как эллипсоида показателя преломления.

## Прочие эффекты
Некоторые нелинейные оптические явления, такие как электрооптический эффект, вызывают изменение тензора диэлектрической проницаемости среды при приложении внешнего электрического поля, пропорционального (в низшем порядке) напряжённости поля. Это вызывает вращение главных осей среды и изменяет поведение света, проходящего через неё; эффект может быть использован для создания модуляторов света.
В ответ на магнитное поле некоторые изотропные материалы могут приобретать диэлектрический тензор, который является комплексно- эрмитовым; это называется гиромагнитным или магнитооптическим эффектом. В этом случае главные оси представляют собой комплексные векторы, соответствующие эллиптически поляризованному свету, и симметрия относительно обращения времени нарушается. Это может быть использовано, например, для разработки оптических изоляторов.
Тензор диэлектрической проницаемости, который не является эрмитовым, порождает комплексные собственные значения, которые соответствуют материалу с усилением или поглощением на определённой частоте.